# Pfarrkirche Moosbach (Oberösterreich)

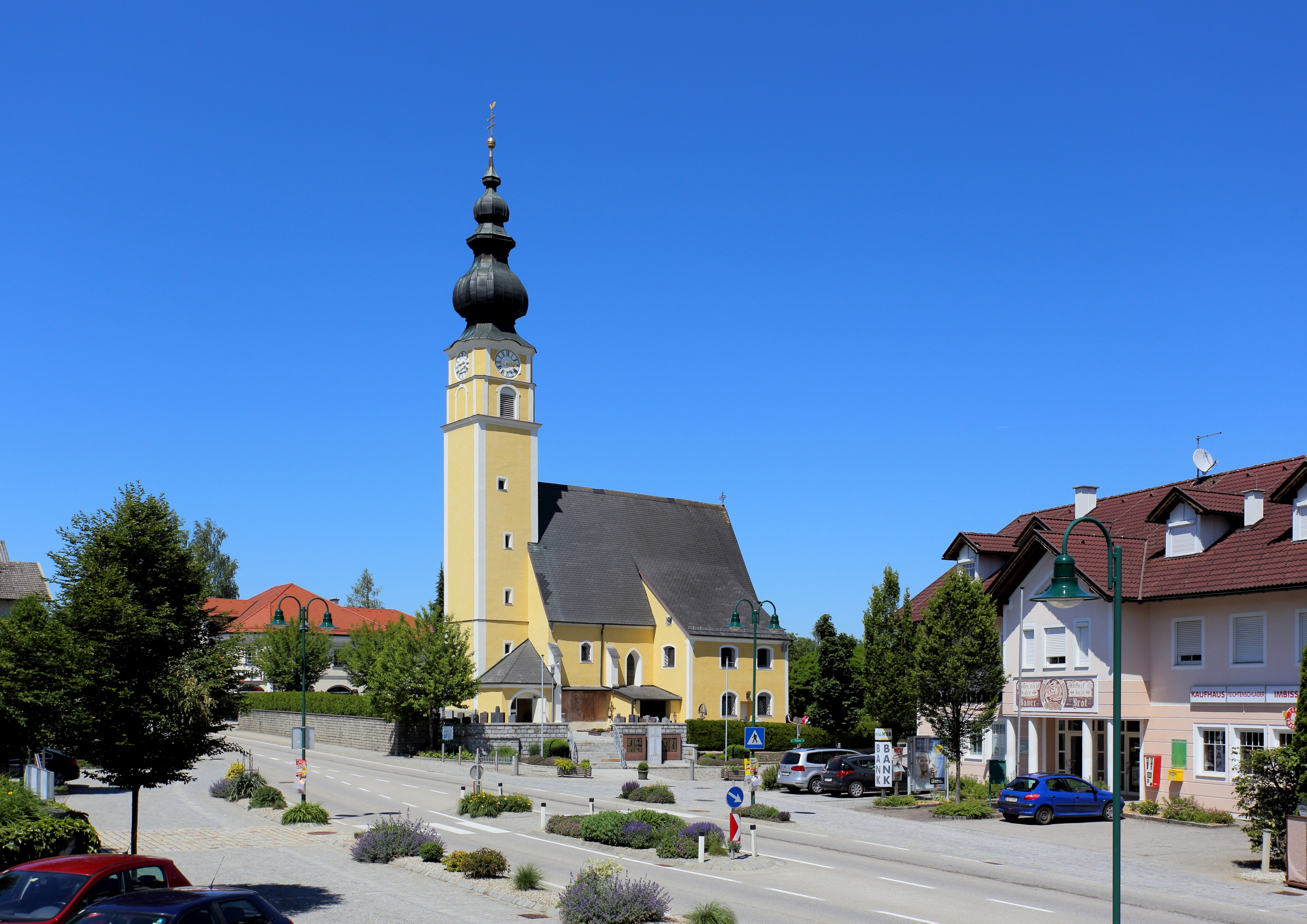
Kath. Pfarrkirche Hll. Petrus und Silvester in Moosbach

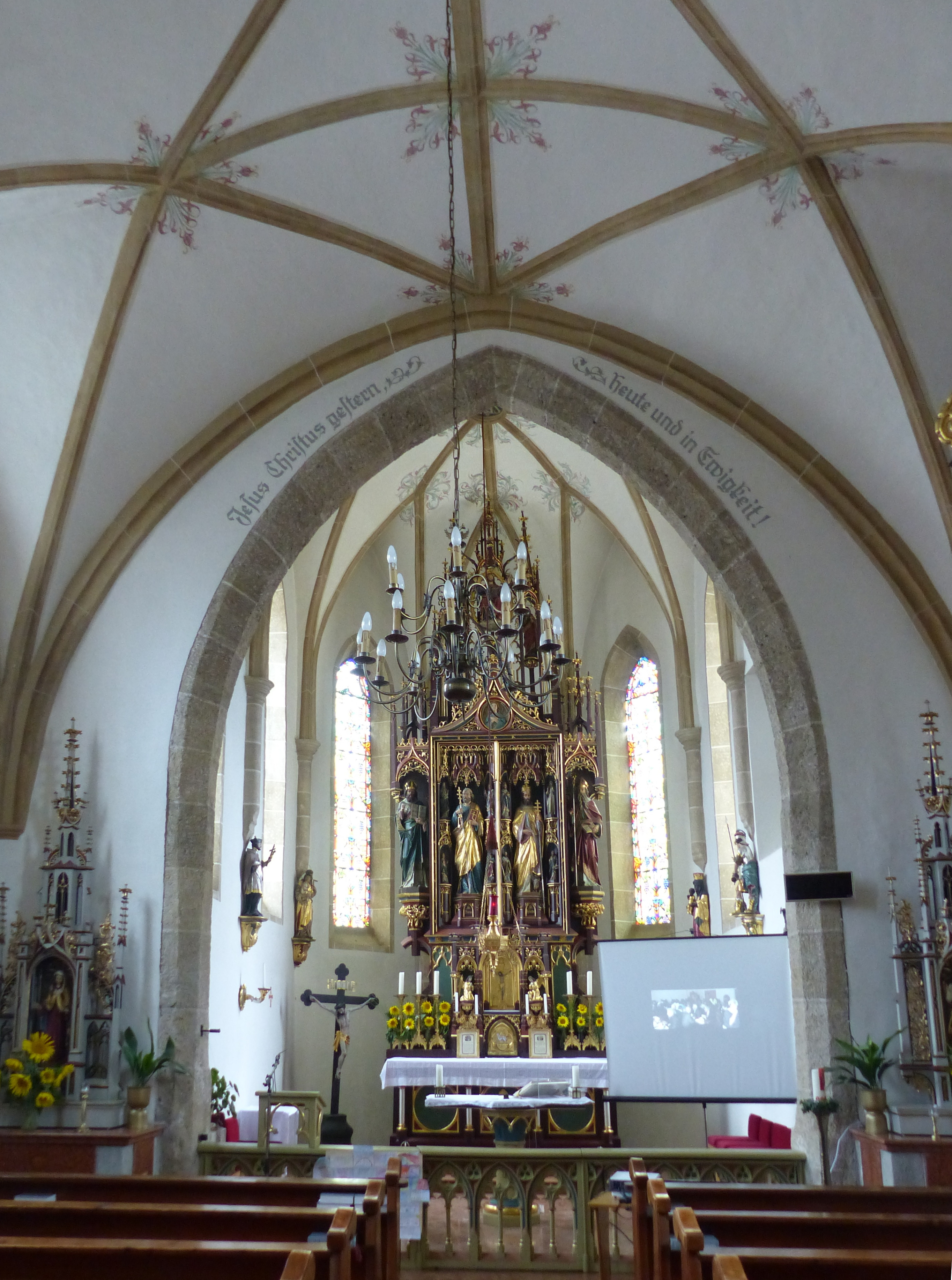
Innenansicht

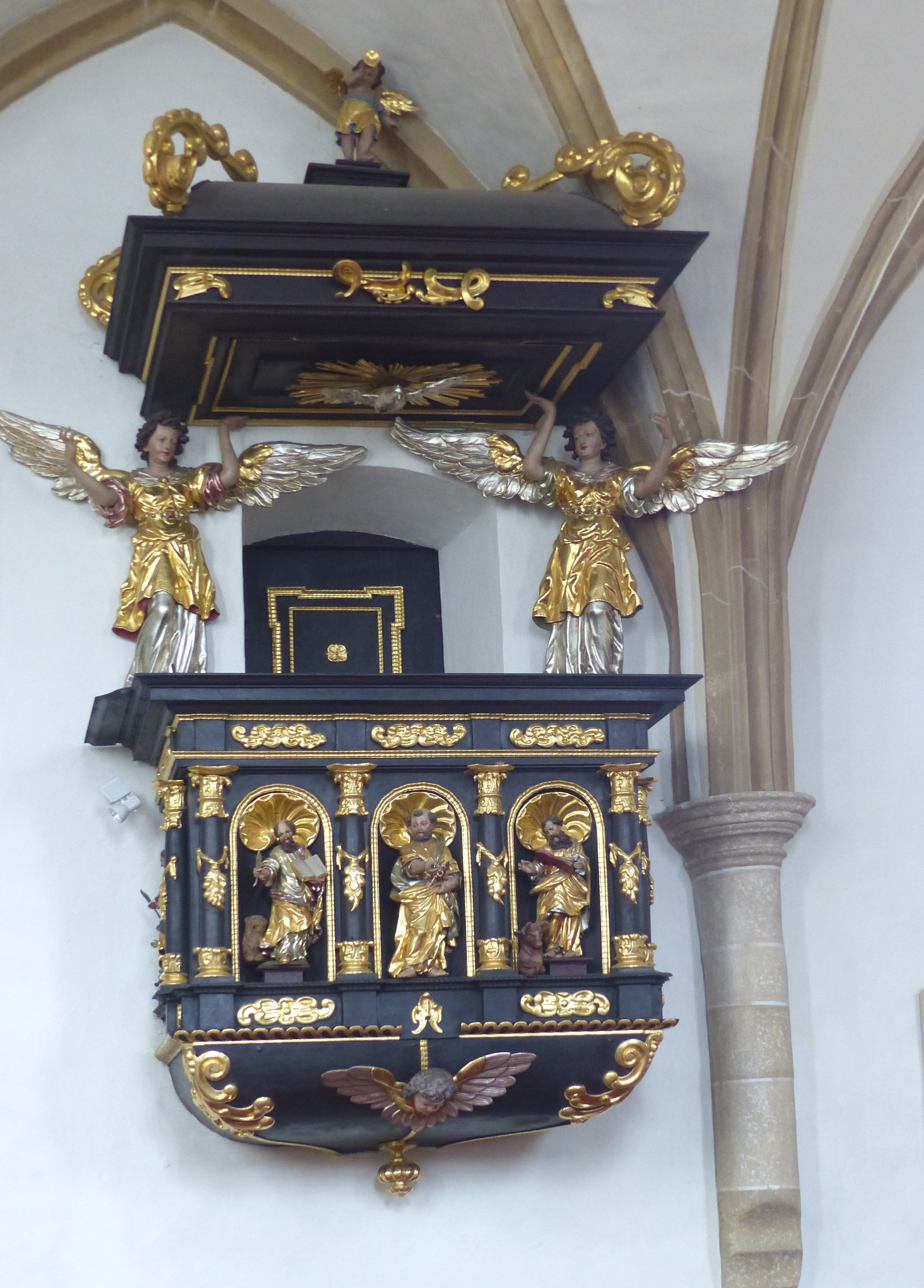
Kanzel

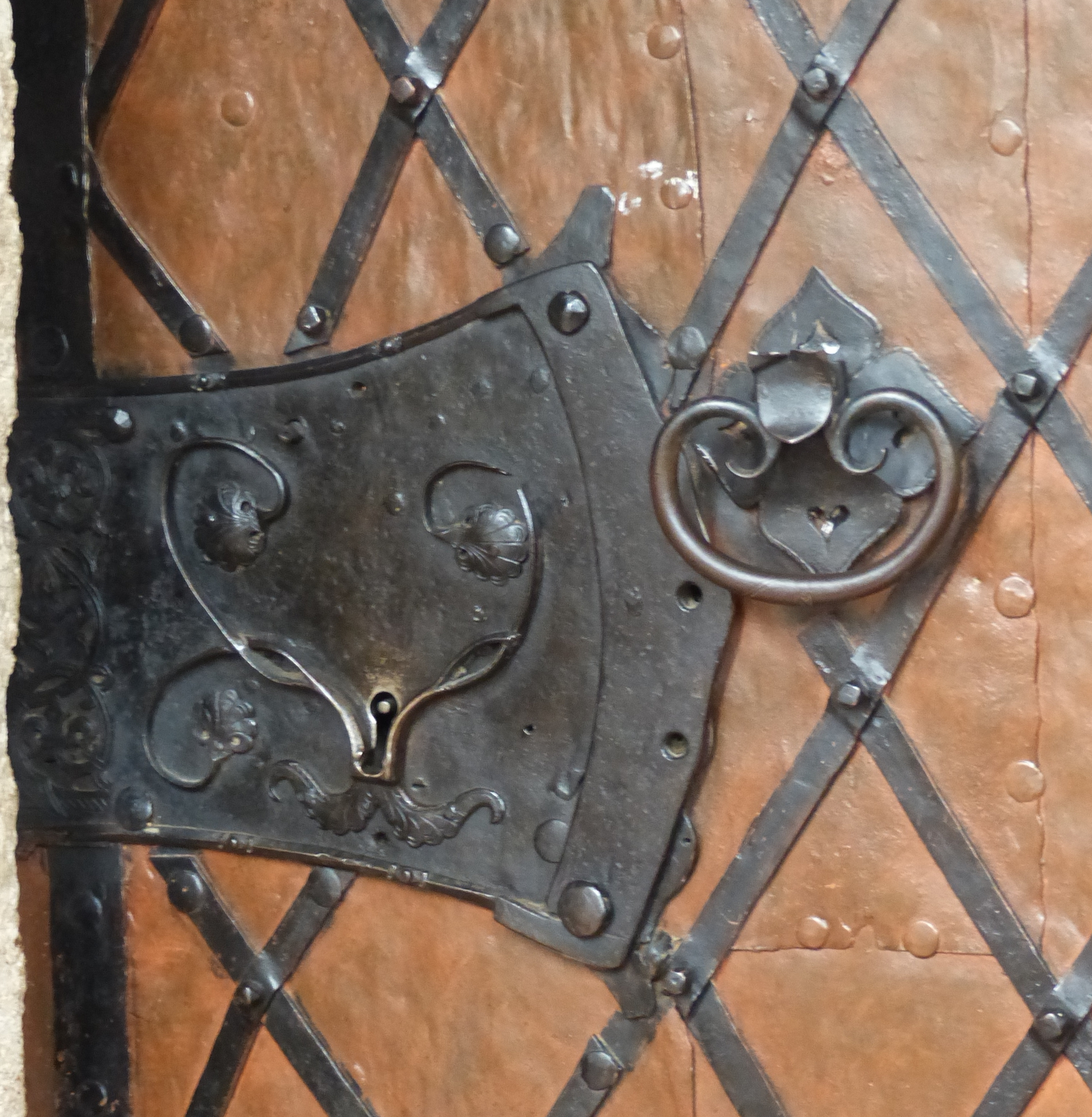
Sakristeitür mit Schloss

Die römisch-katholische Pfarrkirche Moosbach steht im Ort Moosbach in der Gemeinde Moosbach im Bezirk Braunau am Inn in Oberösterreich. Die auf die Heiligen Petrus und Silvester geweihte Kirche gehört zum Dekanat Altheim-Aspach in der Diözese Linz. Die Kirche und der Friedhof stehen unter Denkmalschutz.

## Geschichte
Eine Kirche wurde urkundlich um 1070 erstmals genannt. Die heutige Kirche wurde 1240 anstelle einer Kapelle errichtet. Die Sakristei wurde 1701 erbaut, im Jahr 1766 wurde der Turm erhöht. Renovierungen und Restaurierungen erfolgten in den Jahren 1902/06 und 1979/80.

## Architektur
An das einschiffige dreijochige Langhaus schließt ein eingezogener überhöhter einjochiger Chor mit einem Fünfachtelschluss an. Die Gewölberippen wurden entfernt und werden heute gemalt gezeigt. Ein spitzbogiger abgeschrägt profilierter Triumphbogen gliedert den Raum. Im Westen ist die hölzerne Empore vermutlich von 1860 eingebaut. Das Westportal hat eine gefaste Spitzbogenlaibung. Die Vorhalle ist einjochig kreuzgratgewölbt, das gotische Turmportal sitzt in einem profilierten Spitzbogengewände mit Birnstabprofil; die Tür ist mit gotischem Schloss und Beschlägen erhalten. Die Sakristei zeigt ein spitzbogiges spätgotisches Portal mit überstäbtem Profil, das Türblatt ist mit rautenförmigen schmiedeeisernen Beschlägen verziert.
Der Westturm mit gefasten Schlitzfenstern trägt einen zweigeschoßigen barocken Aufsatz mit Zwiebelhelm.

## Ausstattung
Die Einrichtung entstand von 1902 bis 1906. Der Hochaltar ist ein Hauptwerk des Späthistorismus aus der Zeit um 1900 mit Zitaten des Altars von Kefermarkt. Der reich geschnitzte Altar zeigt im fialenbekrönten Schrein die Figuren der Heiligen Petrus und Silvester, umgeben von den Statuetten der vier Kirchenväter oder der vier Großen Propheten. Als Schreinwächter sind links der Heilige Ambrosius von Mailand und rechts ein Bischof dargestellt, im Gesprenge Christus in der Mandorla zwischen den Heiligen Josef und Johannes. Die neugotischen Seitenaltare aus der Zeit um 1900 mit Darstellungen der Maria Immaculata links und des Herzens Jesu rechts wurden 2004 angekauft. Die frühbarocke, schwarz-golden gefasste Kanzel stammt aus den Jahren 1670/1680 und hat einen Schalldeckel mit Volutenbügeln und bekrönendem Posaunenengel, der Zugang zum Korb wird flankiert von zwei Engelsfiguren. Der spätgotische Taufstein stammt vom Anfang des 16. Jahrhunderts und besteht aus einer polygonalen Rotmarmorschale mit polygonalem Fuß. Die Orgel hat ein frühhistoristisches Gehäuse mit überhöhtem Mittelturm von 1860. Das zugehörige Werk von Johann Nepomuk Carl Mauracher wurde 1905 durch ein Werk von Franz Mauracher ersetzt.
Südlich außen an der Kirche sind mehrere reliefierte und figürliche Grabsteine, vorwiegend aus dem 16. Jahrhundert. Bemerkenswert ist ein Grabstein in der Vorhalle zu W. Balthasar Türk, gestorben 1709, mit dem Brustbild eines Priesters.
Vier Glocken von Hamm & Hartner stammen aus dem Jahr 1956, eine von Carl Anton Gugg aus Braunau aus dem Jahr 1802.